# Europamästerskapen i banhoppning 2023
Europamästerskapen i banhoppning 2023 hölls i Milano den 29 augusti till den 3 september 2023, på kapplöpningsbanan Ippodromo di San Siro.

## Medaljörer
| gren                 | Guld | Silver | Brons |
| Individuell hoppning | Steve Guerdat Dynamix de Belheme Schweiz                                                                                     | Philipp Weishaupt Zineday Tyskland                                                                            | Julien Epaillard Dubai du Cedre Frankrike                                                                              |
| Lag hoppning         | Henrik von Eckermann Iliana Wilma Hellström Cicci BJN Jens Fredricson Markan Cosmopolit Rolf-Göran Bengtsson Zuccero Sverige | Michael Duffy Cinca 3 Trevor Breen Highland President Shane Sweetnam James Kann Cruz Eoin McMahon Mila Irland | Gerfried Puck Equitron Naxcel V Katharina Rhomberg Cuma 5 Max Kühner Elektric Blue P Alessandra Reich Oeli R Österrike |